# تيري ريتشاردز
تيري ريتشاردز (بالإنجليزية: Terry Richards)‏ هو ممثل بريطاني، ولد في 2 نوفمبر 1932، وتوفي في 14 يونيو 2014.

## وصلات خارجية
- تيري ريتشاردز على موقع IMDb (الإنجليزية)
- تيري ريتشاردز على موقع قاعدة بيانات الفيلم (الإنجليزية)